# Kortatu
Kortatu – zespół grający muzykę ska punk utworzony w Irun (Kraj Basków) latem 1984 roku.
Zespół powstał w pierwszych latach hiszpańskiej demokracji. Hiszpańska konstytucja została uchwalona w 1978 roku, a rok później powstał Statut Autonomiczny Kraju Basków. Baskijski nacjonalizm błąkał się pomiędzy akceptacją autonomii a walką o niepodległość. Kortatu miało duże znaczenie dla skrajnie lewicowych baskijskich nacjonalistów (odrzucających projekt autonomii) jako prekursor Radical Basque Rock (Rock Radikal Vasco bądź RRV)(pol. Radykalny Rock Baskijski). Wywarli duży wpływ na baskijski i hiszpański punk, podobnie jak i inne zespoły: La Polla Records, Cicatriz bądź też Eskorbuto, które stały się popularny na scenie undergroundowej lat 80.
Pomimo przylgnięcia etykiety prekursora Radykalnego Rocka Baskijskiego, Kortatu próbowało walczyć przeciwko wszelkim klasyfikacjom, mimo że wyraźnie było widać polityczne powiązania z Herii Batsuną. Kortatu przedstawiało również pewien problem dla cenzury, szczególnie gdy próbowali opublikować zdjęcie przedstawiające hiszpańskiego monarchę Juana Carlosa I jako robota. Na obszarze pięciu lat działalności zespołu, przemieszczali swoje upatrywania muzyczne ze ska w kierunku punka, a nawet hip-hopu, rozwiązując ostatecznie formacje po zobaczeniu Public Enemy w Paryżu, by stworzyć większy projekt Negu Gorriak. Pomimo że ich utwory również wywodziły się z party-ska oraz combat-rock (na ich ostatniej płycie wszystkie utwory były śpiewane po baskijsku), ich główny ton pozostał nietknięty. Policyjne tortury, gnębienie Basków i potrzeba socjalnej sprawiedliwości są mocno eksponowane w ich utworach.
Pomimo iż pozostawali pod wpływem The Clash, ich frontman Fermin Muguruza zdecydował się, aby stworzyć zespół skapunkowy po zobaczeniu koncertu Joego Strummera w 1980 roku w Donostia.
W 1985 roku nagrali pierwsze demo, które zawierało ich trzy piosenki. W tym samym roku zamieścili te piosenki na albumie znanym jak Four’s Album (pol. album czterech) wydanym wspólnie z trzema nowymi zespołami: Cicatriz, Jotakie oraz Kontuz-Hi!.
Tego samego roku zaliczyli swoją pierwszą trasę koncertową dookoła Kraju Basków. Zagrali również w Madrycie i Barcelonie. 31 maja zagrali w więzieniu Martutene (Donostia) razem z zespołem Barricada. Kilka miesięcy później, Joseba Sarrionandia, znany poeta i pisarz, który został osadzony w więzieniu z powodu powiązań z ETA, uciekł razem z innym więźniem, Iñakim Pikabeą, ukrywając się w sprzęcie nagłaśniającym, po koncercie Imanola Larzabala. Kortatu i Barricada zostały posądzone o przygotowanie ucieczki, dostając za to zakaz gry w jakichkolwiek więzieniach, lecz nigdy im tego nie udowodniono. Niedługo po tym napisali swój najbardziej znany utwór Sarri Sarri mówiący o ucieczce Sarrionandii. Utwór ten był coverem, z nowym tekstem, Chatty Chatty Toots and The Maytals.
W 1987 zagrali koncert w Polsce na festiwalu Róbrege i wywołali mały skandal w Polskim Radio, prowokując prowadzących audycję.

## Członkowie
- Fermin Muguruza: gitara i wokal
- Iñigo Muguruza: gitara basowa
- Treku Armendariz: perkusja
- Kaki Arkarazo: gitara (od 1988)

## Dyskografia
- (Bez nazwy) znany jako Four’s Album (Soñua, 1985) razem z Cicatriz, Jotakie i Kontuz-Hi!. Reedycja na CD przez Oihuka w 2000.
- Kortatu (Soñua, 1985).
- A la calle (Singel) (Soñua, 1986).
- El estado de las cosas (Soñua, 1986).
- A Front Line Compilation (best of) (Red Rhino-Organik, 1988). Reedycja na CD przez Oihuka w 1998.
- Kolpez kolpe (Oihuka, 1988). Reedycja na CD przez Esan-Ozenki w 1998.
- Azken guda dantza (ma żywo, podwójny album) (Nola!, 1988).

Niektóre reedycje na CD Zawierająca utwory bonusowe i zmodyfikowane:
- Kortatu (Oihuka, 1998), dołączone dwa utwory: Mierda de Ciudad i El último SKA.
- El estado de las cosas (Oihuka, 1998), dołączono trzy piosenki z A la calle.
- Azken guda dantza (Esan-Ozenki, 1992), usunięto cenzorskie piki z piosenki „Aizkolari”.